# Abu (grup volcànic)
Abu (en japonès 阿武火山群, Abu Kazan-gun) és grup de volcans escut que s'estenen al llarg de la costa sud-oest de l'illa de Honshū, a la prefectura de Yamaguchi, Japó. El grup ha estat actiu des del final del Pliocè fins a l'actual Holocè, fa uns 9.000 anys.
El grup està format per colades de lava basàltica i dacítica, petits volcans escuts, cons d'escòria i doms de lava. En total són més de 40 cràters que s'estenen sobre una superfície aproximada de 400 km². El con volcànic Irao-yama és el punt més alt, amb 641 msnm. L'activitat volcànica en aquesta zona està relacionada amb la subducció de la placa filipina.